# Будславська ікона Божої Матері
Будсла́вська Ікона Божої Матері — один із найшанованіших католиками Білорусії образів Богородиці. Міститься в костелі Вознесіння Пресвятої Діви Марії в селі Будслав Мядельского району Мінської області.

## Історія
За церковною історією, цей образ був подарований у 1598 році Папою Римським Климентом VIII мінському воєводі Яну Пацу з нагоди його переходу з кальвінізму в католицтво. Після смерті Паца образ перейшов капелану Ісаку Солакаю, який у 1613 році подарував його Будславскому монастирю бернардинів. Образ прославився чудесами лікування, які були описані настоятелем Елевтерієм Зелеєвичем у книзі «Зодіак на землі» (1650).
У роки війни Росії з Річчю Посполитою 1654–1667 рр. образ був вивезений в містечко Сокулка під Білосток. Бернардинці литовської провінції всіляко пропагували культ ікони, а з початку XIX століття друкували його на гравюрі. Після ліквідації монастиря в 1859 році популярність ікони зменшується. І лише з початку 1990-х років відроджується її культ, організовуються паломництва, приурочені до 2 липня — дня коронації ікони. 2 липня 1996 року папський нунцій архієпископ Д. Грушевський оголосив папське послання, в якому Матір Божа Будславська названа берегинею Мінсько-Могильовської архідієцезії.
Була коронована в 1998 році кардиналом Казимиром Свйонтеком.

## Образ

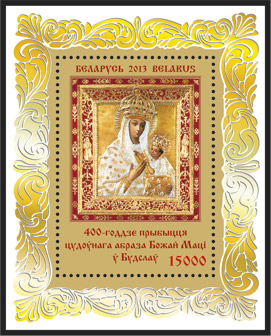
Поштовий блок № 96 із маркою № 963 Республіки Білорусь.
400-річчя прибуття чудотворної ікони Божої Матері в Будслав

Ікона належить до західного типу Одигітрії, трактована вільно, в дусі італійського Ренесансу. Образ написаний олію. Полотно має розміри 72х65 см, натягнуте на дошку.
На іконі срібний оклад, прикрашений вільно розкиданими квітами, і корона з дорогоцінними каменями. Ікона укладена в срібну раму з орнаментом у стилі пізнього Ренесансу, в орнамент вписано фігури св. Казимира і, можливо, св. Ядвіги. Дані прикраси відносяться до шедеврів ювелірного мистецтва в Білорусії.
Образ реставровано в 1991–1992 рр. В. Лукашевичем.